# لالاند ۲۱۱۸۵
لالاند ۲۱۱۸۵ (انگلیسی: Lalande 21185) (که همچنین با نام‌های BD+36 2147، Gliese 411 و HD 95735 نیز شناخته می‌شود)) ستاره‌ای در جنوب دب اکبر است. این ظاهراً درخشان‌ترین کوتوله قرمز در نیمکره شمالی است و در نتیجه بسیار کم نور تر از آن است که با چشم غیر مسلح دیده شود. این ستاره با استفاده از یک تلسکوپ کوچک یا دوربین دوچشمی قابل مشاهده است.
در فاصله تقریبی ۸٫۳۱ سال نوری (۲٫۵۵ پارسک) از زمین لالاند ۲۱۱۸۵ یکی از نزدیکترین ستارگان به منظومه شمسی است.